# Dare (banda)

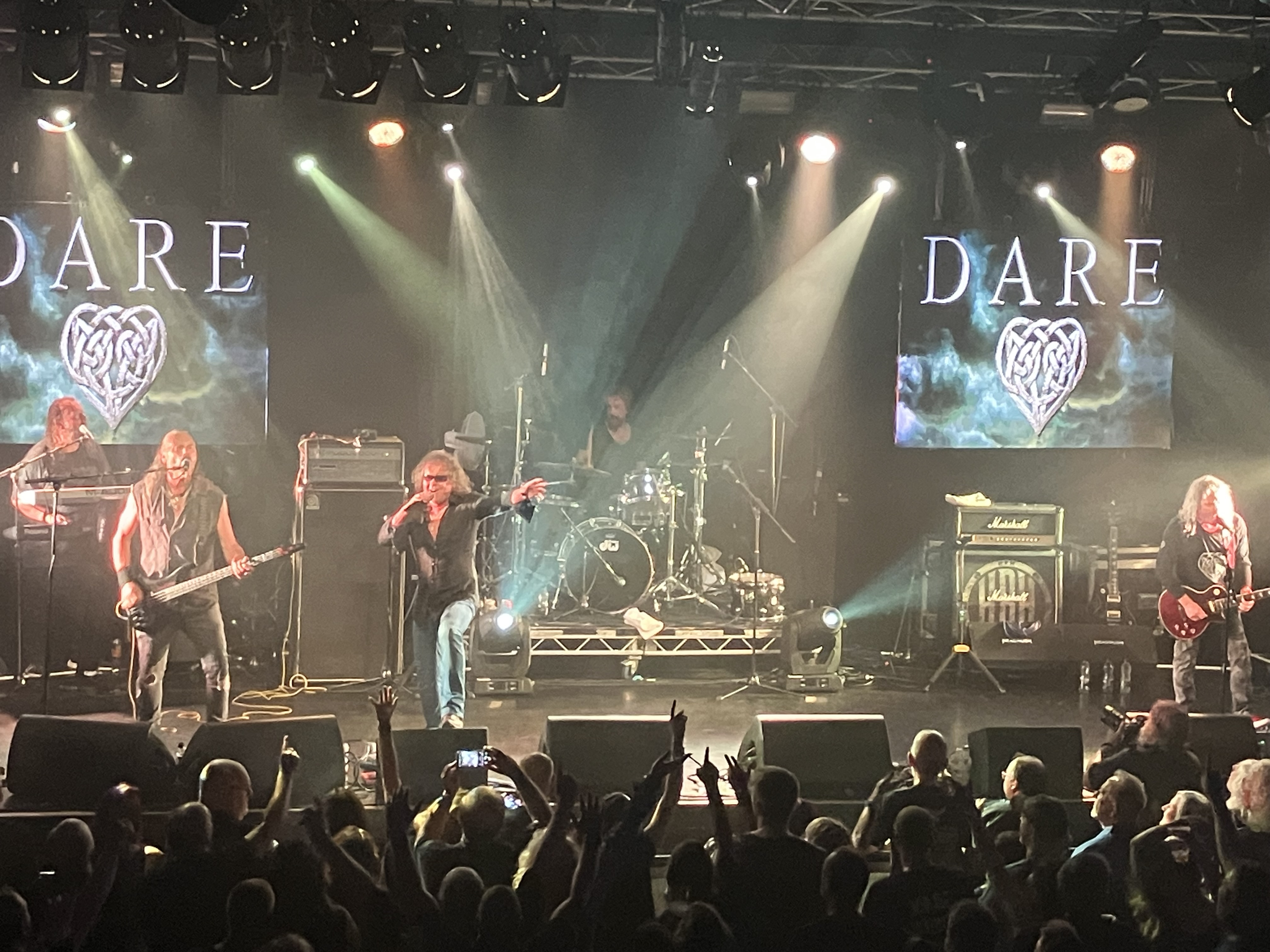

Dare es una banda inglesa de rock melódico liderada por Darren Wharton, ex teclista de Thin Lizzy, y compuesta también por Richard Dews, Andrew Moore y Kevin Whitehead.
Dare nace a finales de los 80 dándose a conocer con la publicación de Out of the silence (1989), un disco encuadrado dentro del género AOR que a día de hoy se puede contar como uno de los clásicos del género. La banda endurece su sonido dando luz Blood from stone (1991), el disco orientado hacia del hard rock del grupo hasta la fecha.
Habría que esperar siete años para que la banda galesa volviera a publicar un nuevo trabajo. Calm before the storm supuso un giro hacia las raíces celtas del grupo. A las bases de rock melódico de sus primeros trabajos, la banda de Wharton añade un sonido folk rock. Junto con la incorporación de instrumentos tradicionales, el disco destaca por la profundidad de sus letras.
En 2001 sale a la luz Belief, su álbum más exitoso. Siguiendo la línea de su anterior trabajo, el grupo liderado continúa profundizando en los paisajes intimistas de su tierra natal. Temas como "White horses" o "We were friends" se cuentan hoy entre los clásicos de la banda.
Beneath the shining water (2004) mantiene la línea que marcaran sus predecesores incorporando además nuevos elementos electrónicos. Las letras se mantienen a un gran nivel, si bien para muchos el disco no alcanzó la calidad de sus dos predecesores. Un año más tarde se publica The power of nature, el primer álbum en directo de la banda, que recopila los principales clásicos del grupo galés.
Su último disco publicado es Sacred Ground, que salió a la luz en el año 2016.

## Discografía
- Out of silence (1989)
- Blood from stone (1991)
- Calm before the storm (1998)
- Belief (2001)
- Beneath the shining water (2004)
- The power of nature (live )2005)
- Arc of the dawn (2009)
- Calm Before The Storm 2 (2012)
- Sacred Ground (2016)
- Out Of The Silence 2 (2018)
- Road To Eden (2022)